# Stiftung Männergesundheit

Logo der Stiftung Männergesundheit

Die Stiftung Männergesundheit ist eine im Mai 2006 gegründete gemeinnützige Stiftung bürgerlichen Rechts mit Sitz in Berlin. Sie wurde auf Initiative des Unternehmers Olaf Theuerkauf mit dem Ziel gegründet, die um 5 Jahre kürzere durchschnittliche Lebenserwartung von Männern an die der Frauen anzugleichen. Hierfür müsse u. a. der Gesundheit der Männer in Deutschland auf gesellschaftlicher und politischer Ebene zu einem gleichwertigen Stellenwert verholfen werden, wie der Frauengesundheit. Die Stiftung ist vorrangig operativ tätig. Die zuständige Aufsichtsbehörde ist die Senatsverwaltung für Justiz in Berlin.

## Organisation

### Vorstand
Die operative Führung der Stiftung obliegt dem Vorstand, der gegenwärtig aus dem Mediziner Kurt Miller, dem Theologen und Erziehungswissenschaftler Matthias Stiehler und dem Unternehmer Olaf Theuerkauf besteht.

### Kuratorium
Ein Kuratorium überwacht die Erfüllung des Stiftungszwecks, berät und kontrolliert den Vorstand. Es besteht derzeit aus Thomas Ballast, Axel Wehmeier und Dieter Althaus.

### Wissenschaftlicher Beirat
Ein ehrenamtlicher wissenschaftlicher Beirat unterstützt die Arbeit der Stiftung. Er ist in drei Arbeitsgruppen organisiert. Mitglieder der Arbeitsgruppe für Prävention und Arbeitsmedizin sind aktuell Joachim Baltes, Martin Dinges, Ute Gola, Michael Despeghel und Bernhard Badura. Mitglieder im Arbeitskreis Psychische Gesundheit sind Anne Maria Möller-Leimkühler und Michael Hettich. Mitglieder in der Arbeitsgruppe Urologie/Onkologie sind Karl-Matthias Deppermann und Frank Christoph.

### Finanzierung
Die Stiftung ist unabhängig. Ihre Aktivitäten werden durch einen Förderverein sowie durch Spenden finanziert. Nach Angaben der Stiftung stammte das Budget von 55.840,- Euro im Jahr 2018 aus folgenden Quellen:
- Förderverein: 36 Prozent
- Bundeszentrale für gesundheitliche Aufklärung: 25 Prozent
- Firmenspenden: 12 Prozent
- Sonstige: 27 Prozent

Direkte Zahlungen von Pharmaunternehmen oder Krankenkassen erhielt die Stiftung nach eigenen Angaben keine.

## Ziele und Aktivitäten
Die Stiftung fördert die geschlechtsspezifische Gesundheitsberichterstattung. Dazu gibt sie Männergesundheitsberichte heraus, die Versorgungslücken und Forschungsbedarf aufdecken. Sie fördert Forschungsprojekte (z. B. die HAROW Studie), entwickelt Präventionsangebote und stellt wertfreie und verständliche Informationen zu Männergesundheitsthemen zur Verfügung. Die Stiftung Männergesundheit sieht sich als Interessenvertretung der Männer in der Gesundheitspolitik und setzt sich u. a. in Form von Petitionen für gesundheitspolitische Gleichbehandlung von Männern und Frauen ein. Sie ist Mitglied des Arbeitskreises für Männergesundheit der Bundeszentrale für gesundheitliche Aufklärung (BZgA) und berät das Bundesministerium für Gesundheit.

### Männergesundheitsberichte
Die Stiftung gibt in regelmäßigen Abständen Männergesundheitsberichte heraus. Der erste Männergesundheitsbericht erschien 2010. Erstmals wurden die gesundheitliche Situation, die medizinische Versorgung sowie das Gesundheitsverhalten von Männern in Deutschland untersucht. Die Daten haben gezeigt, dass Männer sich nicht grundsätzlich dem Thema Gesundheit verschließen. Jedoch haben sie einen anderen Zugang zum Thema Gesundheit als Frauen. Gesundheitskommunikation muss und Präventionsangebote müssen auf die Bedürfnisse der Männer zugeschnitten sein. Psychische Gesundheit stand im Fokus des Männergesundheitsberichts 2013 erschienenen. Zentrale Erkenntnis des Berichts ist, dass seelische Erkrankungen bei Männern ein Tabu sind, was zu Defiziten bei der Diagnose und bei der Versorgung führt. Gesellschaftliche Aufmerksamkeit für die psychische Gesundheit von Männern entsteht erst bei starken Auffälligkeiten. Der 2017 erschienene dritte Männergesundheitsbericht wirft einen aktuellen Blick auf die vielseitigen Facetten der Sexualität von Jungen und Männern in Deutschland. Der Bericht ist der Erste zu diesem Thema in Deutschland und Europa. Er führt Handlungsempfehlungen und Vorschläge zum Forschungsbedarf, zur Gesundheitsversorgung und zur Information der Bevölkerung über aktuelle Tendenzen der Sexualität an. Für Herbst 2020 ist die Herausgabe des vierten Männergesundheitsberichts geplant. Er fokussiert die gesundheitliche Situation von Männern im Übergang in die Rente. Zentral ist die Aussage, dass der Übergang in die Rente dann gut gelingt, wenn Männer sich rechtzeitig darauf vorbereiten und auch schon in der Zeit vor der Rente nicht allein berufsorientiert leben. An die Politik geht die Aufforderung, den Übergang in die Rente stärker als bisher zu flexibilisieren.

### Tag der ungleichen Lebenserwartung
Die Stiftung Männergesundheit ist Initiatorin des Tages der ungleichen Lebenserwartung, der jedes Jahr am 10. Dezember stattfindet. Er geht auf eine Idee von Matthias Stiehler zurück. In dem Bemühen, die fünfjährige Differenz in der Lebenserwartung zwischen Frauen und Männern anschaulich zu machen, setzte Stiehler die höhere Lebenserwartung von Frauen mit den 365 Tagen des Jahres gleich und rechnete die geringere Lebenserwartung von Männern entsprechend um. Heraus kam der 10. Dezember. Als Bezug wurde die Lebenserwartung Neugeborener von 2015 genommen. Dieser Tag wurde durch die Stiftung Männergesundheit zum „Tag der ungleichen Lebenserwartung“ ausgerufen. Er soll auf den Unterschied in der Lebenserwartung von Männern und Frauen aufmerksam machen und dazu aufrufen, mehr Energie und Ressourcen in die Männergesundheitsförderung zu investieren. Als Gründe für die geringere Lebenserwartung von Männern werden soziale Unterschiede innerhalb der Gruppe der Männer, tradierte Rollenbilder, aber auch gesellschaftliche Erwartungen an die Männer aufgeführt.
2018 führte die Stiftung Männergesundheit erstmals eine Facebook-Kampagne zum Tag der ungleichen Lebenserwartung durch. Sie begann am internationalen Männertag (19. November) und ging bis zum 10. Dezember. 2019 wurde diese Kampagne unter das Thema gestellt „Kenne Dein Risiko“. Parallel fanden in sieben Städten Veranstaltungen zu diesem Thema statt. 2020 widmet sich die Kampagne dem Thema „Gute Arbeit macht gesund – schlechte Arbeit nimmt (das) Leben“. Zeitgleich wird der vierte Männergesundheitsbericht der Stiftung Männergesundheit mit dem Titel „Männer und der Übergang in die Rente“ herausgegeben.
Kooperationspartner der Stiftung Männergesundheit beim Tag der ungleichen Lebenserwartung sind das Netzwerk Jungen- und Männergesundheit, die Fachstelle Männerarbeit Sachsen, das Bundesforum Männer, das Dresdner Institut für Erwachsenenbildung und Gesundheitswissenschaft und das Väterzentrum Dresden.

### Forschung
Die Stiftung initiiert Versorgungsstudien zur Feststellung der real vorherrschenden Versorgungssituation der Männer in Deutschland. Sie war u. a. Träger der größten unabhängigen, urologischen Studie im deutschsprachigen Raum (HAROW-Studie). Die Studie untersuchte, welche Therapie für die Heilung von lokal-begrenztem Prostatakarzinom von den Ärzten gewählt wird und welche Konsequenzen sich daraus im Hinblick auf die Lebensqualität ergeben.

### Aufklärung
Mit der Wissensreihe Männergesundheit gibt die Stiftung Ratgeber heraus, die sich vorrangig an den Mann richten. In den einzelnen Ausgaben werden Informationen, Tipps und weiterführende Links zu allgemeinen Gesundheitsthemen wie Bewegung oder Ernährung sowie zu verschiedenen Erkrankungen aufgeführt. Das Konzept der Wissensreihe basiert auf der im Ersten Männergesundheitsbericht gewonnenen Erkenntnis, dass Männer anders als Frauen informiert werden wollen.
Darüber hinaus organisiert die Stiftung regelmäßig Informationsveranstaltungen und setzt Aufklärungskampagnen um.

### Betriebliche Gesundheitsförderung
Die Stiftung bemüht sich um eine genderorientierte Gesundheitsprävention in Unternehmen, bietet Beratung zu betrieblicher Gesundheitsförderung an und entwickelt männerspezifische Präventionsangebote. Als Reaktion auf den Männergesundheitsbericht 2013 hat sie die Entwicklung eines gendersensiblen Befragungsinstruments zur Erkennung von Stress- und Burnoutanzeichen in Auftrag gegeben, das von der Ludwig-Maximilians-Universität München unter Leitung von Anne Maria Möller-Leimkühler entwickelt wurde. Seit 2017 fördert sie die Entwicklung einer deutschsprachigen, wissenschaftlich fundierten Gesundheits-App für Männer.

### Männerschuppen
Die Stiftung fördert das Konzept von Männerschuppen als sozialen Treffpunkt für ältere Männer, um der sozialen Isolation im Alter vorzubeugen und Gesundheitsthemen zur Prävention zu vermitteln.

## Mitgliedschaften
Die Stiftung ist Mitglied im Bundesverband Deutscher Stiftungen, im Bundesforum Männer, im European Men’s Health Forum, in Global Action on Men’s Health sowie des Informationsdienst Wissenschaft e. V.

## Publikationen
2015 hat die Stiftung eine wissenschaftliche Definition des Begriffs „Männergesundheit“ erarbeitet und so eine bis dato bestehende Lücke geschlossen. Die Definition wurde als Online-Publikation am 22. Oktober 2015 in der wissenschaftlichen Zeitschrift Gesundheitswesen publiziert; eine Kurzfassung erschien 2016. Die englische Fassung dieser Publikation wurde 2017 im Journal of Men’s Health veröffentlicht.
Darüber hinaus ist die Stiftung Herausgeber der Wissensreihe Männergesundheit, einer Ratgeberreihe, die sich in Inhalt und Design explizit an die Männer richtet.